# Bâtiment situé 14 rue Svetozara Markovića à Niš
Le bâtiment situé 14 rue Svetozara Markovića à Niš (en serbe cyrillique : Зграда у Ул. Светозара Марковића 14 у Нишу ; en serbe latin : Zgrada u Ul. Svetozara Markovića 14 u Nišu) se trouve à Niš, dans la municipalité de Medijana et dans le district de Nišava, en Serbie. Il est inscrit sur la liste des monuments culturels protégés de la république de Serbie (identifiant no SK 468),,.

## Présentation
Le bâtiment, situé 14 rue Svetozara Markovića, à l'angle de la rue Nade Tomić, a été construit dans les premières décennies du XXe siècle pour servir de résidence au marchand Evgenije Ranhel, originaire de Voïvodine. Il est caractéristique de l'architecture éclectique.
L'édifice est constitué d'un rez-de-chaussée avec une aile allongée dans la rue Svetozara Markovića ; une tourelle au-dessus de l'entrée est couronnée par un dôme rectangulaire. La partie d'angle forme un oriel à trois pans abritant trois fenêtres d'angle et, en dessous de ces fenêtres, se trouvent trois niches dans lesquelles sont placées des coupes fleuries en relief. Rue Svetozara Markovića, deux hautes portes encadrent la porte d'entrée principale plus petite.
Le bâtiment fait partie du secteur de la rue Obrenovićeva, inscrit sur la liste des entités spatiales historico-culturelles protégées de la république de Serbie (identifiant no PKIC 31),.